# 짐 카트
짐 카트(Jim Kaat, 본명: 제임스 리 카트, 본명 영어: James Lee Kaat, /kɒt/, 1938년 11월 7일 ~ )는 미국의 전 프로 야구 선수이자 TV 스포츠 해설가이다. 그는 메이저 리그 베이스볼(MLB)에서 왼손 투수로 워싱턴 세너터스/미네소타 트윈스(1959~1973), 시카고 화이트삭스(1973~1975), 필라델피아 필리스(1976~1979), 뉴욕 양키스(1979–1980) 및 세인트루이스 카디널스(1980–1983)에서 활약했다.. 그의 선수 경력은 25년에 달했다.
카트는 3시즌 동안 올스타에 선정되었고 16시즌 동안 골드 글러브를 수상했다. 그는 1962년 아메리칸 리그(AL)의 완봉승(5승) 선두였으며, 1966년의 승리(25승)와 완승(19승)에서 아메리칸 리그(AL) 선두였다. 통산 283승 외에도 그는 3차례의 20승 시즌을 기록했다. 카트는 시네이터/트윈스(Senator/Twins)에서 190승을 거두었고(후자는 1승을 제외하고 모두 승리) 클럽 역사상 두 번째로 많은 승리를 거두었으며 팀이 미네소타로 이주한 이후 가장 많은 승리를 거두었다. 그는 또한 12개로 트윈 중 가장 많은 골드 글러브 상을 받았다.
신시내티 레즈의 투수 코치로 잠시 활동한 후 카트는 스포츠 캐스터가 되었고 향후 22년 동안 뉴욕 양키스와 미네소타 트윈스(Minnesota Twins)의 경기에 출전했다. 2006년 잠시 은퇴한 후 짐 카트는 푸에르토리코에서 열린 2009 월드 베이스볼 클래식의 풀 D를 소집하는 방송 부스로 돌아왔고, 2009년에는 NESN의 경기를 소집했으며, 2009년 창립부터 2022년 8월까지 MLB 네트워크에서 근무했다.
카트는 골드 데이즈 에라 위원회(Golden Days Era Committee)에 의해 2022년 졸업생의 일원으로 미국 야구 명예의 전당에 선출되었다.